# Joe Crail

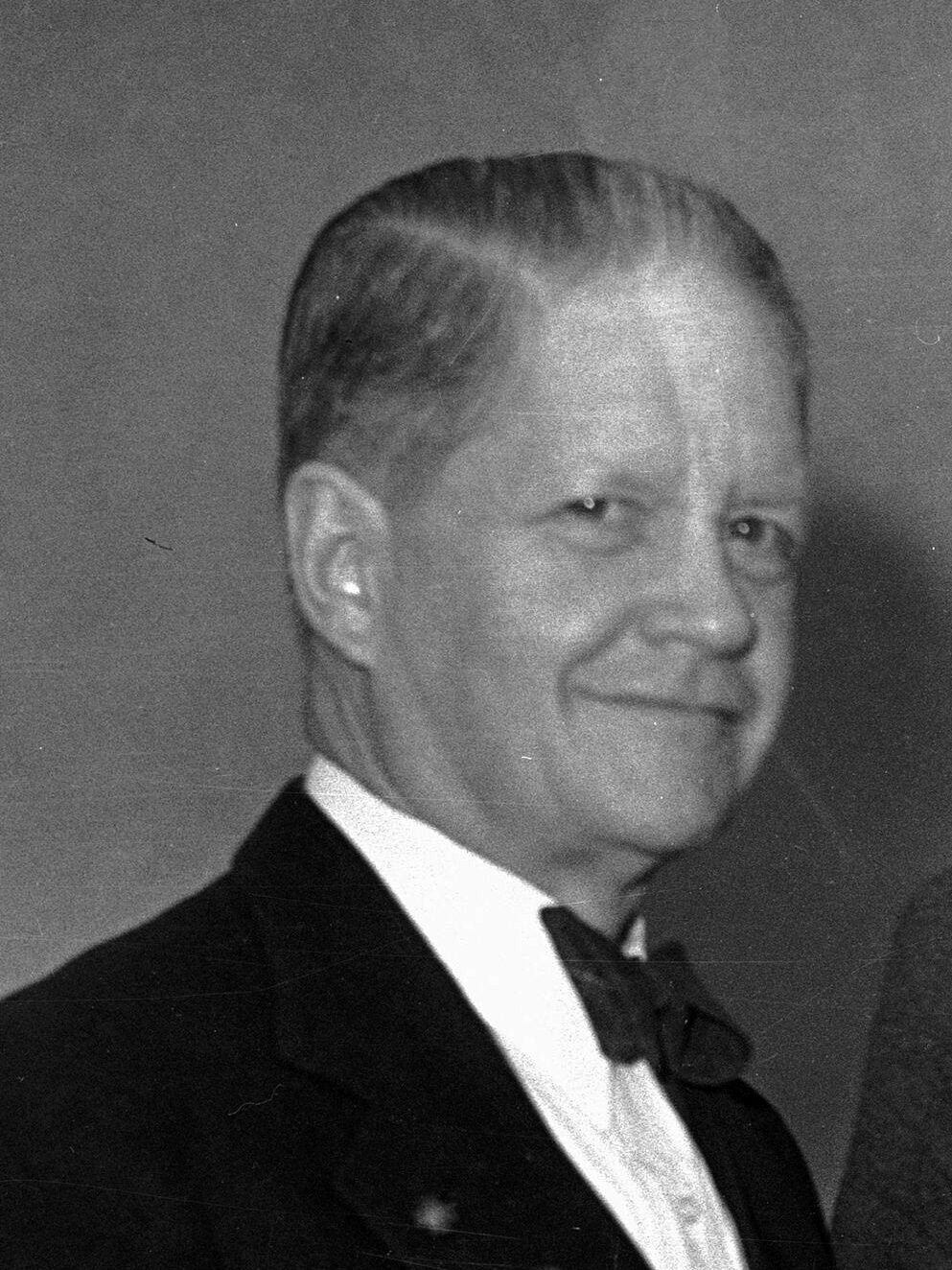
Joe Crail (1930er Jahre)

Joe Crail (* 25. Dezember 1877 in Fairfield, Jefferson County, Iowa; † 2. März 1938 in Los Angeles, Kalifornien) war ein US-amerikanischer Politiker. Zwischen 1927 und 1933 vertrat er den zehnten Sitz des Bundesstaats Kalifornien im US-Repräsentantenhaus.

## Werdegang
Joe Crail besuchte die öffentlichen Schulen seiner Heimat und studierte danach an der Drake University in Des Moines. Während des Spanisch-Amerikanischen Krieges von 1898 war er Soldat in einer Nachrichteneinheit. Danach gehörte er zu den Besatzungstruppen auf Kuba. Nach einem Jurastudium am Iowa College of Law in Des Moines und seiner 1903 erfolgten Zulassung als Rechtsanwalt begann er in Fairfield in diesem Beruf zu arbeiten. Im Jahr 1913 verlegte er seinen Wohnsitz und seine Anwaltskanzlei nach Los Angeles. Gleichzeitig schlug er als Mitglied der Republikanischen Partei eine politische Laufbahn ein. Zwischen 1918 und 1920 war er Parteivorsitzender der Republikaner für Südkalifornien.
Bei den Kongresswahlen des Jahres 1926 wurde Crail im zehnten Wahlbezirk von Kalifornien in das US-Repräsentantenhaus in Washington, D.C. gewählt, wo er am 4. März 1927 die Nachfolge von John D. Fredericks antrat. Nach zwei Wiederwahlen konnte er bis zum 3. März 1933 drei Legislaturperioden im Kongress absolvieren. Seit 1929 wurde auch die Arbeit des Kongresses von den Ereignissen der Weltwirtschaftskrise geprägt. 1932 verzichtete Crail auf eine weitere Kandidatur für das US-Repräsentantenhaus. Stattdessen strebte er erfolglos die Nominierung seiner Partei für die Wahlen zum US-Senat an. Nach dem Ende seiner Zeit im US-Repräsentantenhaus praktizierte er wieder als Anwalt; außerdem wurde er im Bankgewerbe tätig. Joe Crail starb am 2. März 1938 in Los Angeles.